# Блажков, Николай Иванович
Никола́й Ива́нович Блажко́в (20 октября 1859 — 1919) — херсонский городской голова, член IV Государственной думы от Херсонской губернии.

## Биография
Из потомственных дворян Херсонской губернии. Землевладелец Херсонского уезда (527 десятин, в том числе родовое имение в 484 десятины при селе Каменке), домовладелец Херсона (дом, оцененный в 45 тысяч рублей).
Окончил Херсонское реальное училище (1879), дополнительный седьмой класс Севастопольского реального училища (1880) и Ново-Александрийский институт сельского хозяйства и лесоводства (1883).
По окончании института был преподавателем и воспитателем в Херсонском земском сельскохозяйственном училище (1885—1886). Затем состоял участковым мировым судьей городов Николаева и Берислава (1886—1895). В 1882 году был избран членом Херсонской уездной земской управы и почетным мировым судьей Херсонского уезда.
В 1892—1901 годах занимался сельским хозяйством в своем имении и был земским начальником 9-го, а затем 11-го участков Херсонского уезда. С 1901 года заведовал административным и продовольственным отделами Херсонского уездного съезда. В 1905 году был избран гласным Херсонской городской думы, а 15 октября 1909 года — херсонским городским головой. Кроме того, состоял старшиной Херсонского биржевого комитета, председателем совета первого Херсонского общества взаимного кредита и ответственным директором Херсонской общественной публичной библиотеки. Дослужился до чина статского советника (1912).
В 1912 году был избран в члены Государственной думы от Херсонской губернии 1-м съездом городских избирателей, сохранив при этом пост городского головы. Входил во фракцию «Союза 17 октября», после её раскола — в группу «Союза 17 октября». Состоял членом комиссий: финансовой, о путях сообщения, о торговле и промышленности, сельскохозяйственной и финансовой. Был членом Прогрессивного блока.
После Февральской революции состоял в казначействе Временного комитета Государственной думы, совместно с В. К. Винбергом замещая уехавшего в отпуск казначея ВКГД Н. М. Панкеева. В марте 1917 года Херсонская городская дума избрала нового городского голову, им стал земский врач Е. Я. Яковенко.
Позднее вернулся в Херсон. 10 марта 1919 года в город вошли части РККА, а 25 марта большевики объявили, что на представителей «херсонской буржуазии» налагается контрибуция в 25 миллионов рублей. Вскоре Блажков был арестован вместе с другими лицами, которые не подчинились решениям власти и протестовали против незаконной контрибуции. Погиб от пыток в Херсонской ЧК.

## Дом Блажкова
Херсонский особняк Блажкова на Лютеранской улице (нынешняя улица Кирова) был выстроен в 1904—1909 годах по проекту одесского архитектора Пауля Клейна. Считается одним из красивейших домов Херсона. Часть помещений на первом этаже арендовал британский вице-консул Эдвин Каруана. После революции здание было национализировано, с 1952 года в нем располагается музыкальная школа №1.

## Семья
Был женат на Елизавете Николаевне Дудниковой, помещице Херсонского уезда (родовое имение в 1014 десятин). Их дети: Георгий и Маргарита.

## Награды
- Орден Святой Анны 3-й ст. (1897)
- Орден Святого Станислава 2-й ст. (1905)
- Орден Святой Анны 2-й ст. (1909)
- Орден Святого Владимира 4-й ст. (1913)
- Медаль «В память царствования императора Александра III» (1896)
- Медаль «За труды по первой всеобщей переписи населения» (1897)
- Медаль Красного Креста «В память русско-японской войны 1904—1905 гг.» (1906)
- Медаль «В память 100-летия Отечественной войны 1812 г.»